# Plesiocleidochasma mediterraneum
Plesiocleidochasma mediterraneum is een mosdiertjessoort uit de familie van de Phidoloporidae. De wetenschappelijke naam van de soort is voor het eerst geldig gepubliceerd in 2003 door Chimenz Gusso & Soule.